# Црни мачак (приповетка)
„Црни мачак” (енгл. The Black Cat) је приповетка америчког писца Едгара Алана Поа, први пут објављена 19. августа 1843. у часопису The Saturday Evening Post. Прича се усредсређује на две ствари, црног мачка и пропадање човека. Човек је онај који је уживао у породичном животу са супругом и бројним кућним љубимцима, али се онда радикално променио на горе.
Прича је студија психологије кривице, која се често упарује у анализи са Поовим „Издајничким срцем”. У оба случаја, убица пажљиво прикрива свој злочин и верује да је непобедив, али се на крају сломи и открива, подстакнут мучним подсећањем на своју кривицу. „Црни мачак”, који такође садржи питања здравог разума насупрот лудости, Поово је најснажније упозорење против опасности од алкохолизма.

## Радња
Прича је представљена као наратив у првом лицу, са неименованим непоузданим приповедачем који чека погубљење. Он описује своју наклоност према животињама и бројним кућним љубимцима које су он и његова супруга узели, укључујући великог црног мачка по имену Плутон. Приповедач и Плутон постају посебно наклоњени једно другом, али после неколико година приповедач постаје алкохоличар и почиње да малтретира своје љубимце. После ноћи обилног опијања, верује да га Плутон избегава и зграби га, само да би га љубимац угризао за руку. Бесан, он ископава мачку једно око.
Од тог тренутка, Плутон стално бежи у страху када му се приповедач приближи; приповедач у почетку осећа кајање због своје окрутности, али убрзо постаје све више иритиран због понашања мачка. У изненадном налету беса, Плутону веже омчу око врата и обеси га о дрво, где он умире. Приповедачеву кућу мистериозно захвати пламен те ноћи; он, његова супруга и њихов слуга беже неповређени, али губе сву своју имовину. Кућа се урушава, осим једног зида на коме се оцртава контура огромне мачке са омчом око врата. Приповедач је у почетку узнемирен овим феноменом, али убрзо конструише уверљиво објашњење, сматрајући да је неко можда скинуо мачји леш са дрвета и бацио га у спаваћу собу да би га пробудио током пожара, где је мачак ударио у комад свежег малтера.
Осећајући се кривим за своје поступке, приповедач потом проналази другог црног мачка у кафани и усваја га. Овај мачак је отприлике исте величине као Плутон и такође му недостаје једно око, али има велику белу крзнену површину на грудима коју Плутон није имао. Временом, приповедач почиње да се плаши и презире мачка, који га подсећа на његову окрутност према Плутону, и на његов ужас чини се да бело крзно полако поприма облик вешала. Покушава да убије мачка секиром, али га супруга зауставља; бесан због њеног мешања, он је убија и сакрива њено тело у зиду подрума. По завршетку посла открива да је мачак нестао и да сада може спокојно да спава ноћу.
Четири дана касније, полиција претражује кућу, али не може да пронађе трагове нестале приповедачеве супруге. Он их прати у подрум, хвалећи се чврстином његових зидова и ударајући у онај који је саградио да сакрије леш своје супруге. Иза њега се чује неземаљски урлик који потпуно разбија ментално стање приповедача. Полиција руши зид и проналази леш супруге, са живим мачком који јој седи на глави, све време зазидан са њом.

## Историја објављивања
„Црни мачак” је први пут објављен у издању часописа The Saturday Evening Post 19. августа 1843. године. У то време, публикација је користила привремени наслов United States Saturday Post. Прича је поново штампана у новинама The Baltimore Sun и The Pensacola Gazette. Читаоци су позитивно реаговали на причу, изнедривши пародије попут „Духа сивог пуноглавца” Томаса Дана Инглиша.

## Анализа
Попут приповедача у Поовом „Издајничком срцу”, протагониста „Црног мачка” је сумњивог разума. На почетку приче, приповедач каже да би био „заиста луд” ако би очекивао да читалац поверује у причу, имплицирајући да је већ оптужен за лудило.
Мера у којој приповедач тврди да је волео своје животиње сугерише менталну нестабилност у облику „превише добрих ствари”. Његова пристрасност према животињама замењује „тричаво пријатељство и верност пуког човека”. Пошто приповедачева супруга дели његову љубав према животињама, он вероватно о њој размишља као о другом кућном љубимцу, с обзиром да не верује људима и не воли их. Поред тога, његов неуспех да разуме своју претерану љубав према животињама наговештава његову неспособност да објасни мотиве за своје поступке.
Као једна од најмрачнијих Поових прича, „Црни мачак” укључује његову најјачу осуду алкохола. Перверзне поступке приповедача изазива његов алкохолизам, „болест” која такође уништава његову личност. Употреба црне мачке изазива различита сујеверја, укључујући идеју коју је изразила приповедачева супруга да су све прерушене вештице. По је имао црну мачку. У свом делу „Инстинкт против разума – црна мачка” он је изјавио: „Писац овог чланка је власник једне од најистакнутијих црних мачака на свету – и то много говори; јер ће се памтити да су све црне мачке заправо вештице”. У шкотској и ирској митологији, Кат Ши је описан као црна мачка са белом мрљом на грудима, попут мачке коју приповедач налази у кафани. Насловни мачак је названа Плутон по римском богу подземног света.
Иако је Плутон неутралан лик на почетку приче, он постаје антагониста у очима приповедача када он постане алкохоличар. Алкохол гура приповедача у нападе неумерености и насиља, до тачке у којој га све љути – посебно Плутон, који је увек уз њега, постаје злонамерна вештица која га прогања чак и док избегава његово присуство. Када приповедач ископа Плутоново око из дупље, то се може посматрати као симбол самонанетог делимичног слепила за његову сопствену визију моралне доброте.
Пожар који уништава приповедачеву кућу симболизује његову „готово потпуну моралну дезинтеграцију”. Једини остатак је контура Плутона на зиду, која представља његов неопростиви и неискупиви грех.
Са становишта реторике, ефективна шема изостављања коју По користи је диазеугма, или употреба више глагола за један субјекат; изостављајући заменице. Диазеугма наглашава акције и чини наратив брзим и кратким.